# Alexandre de Lameth

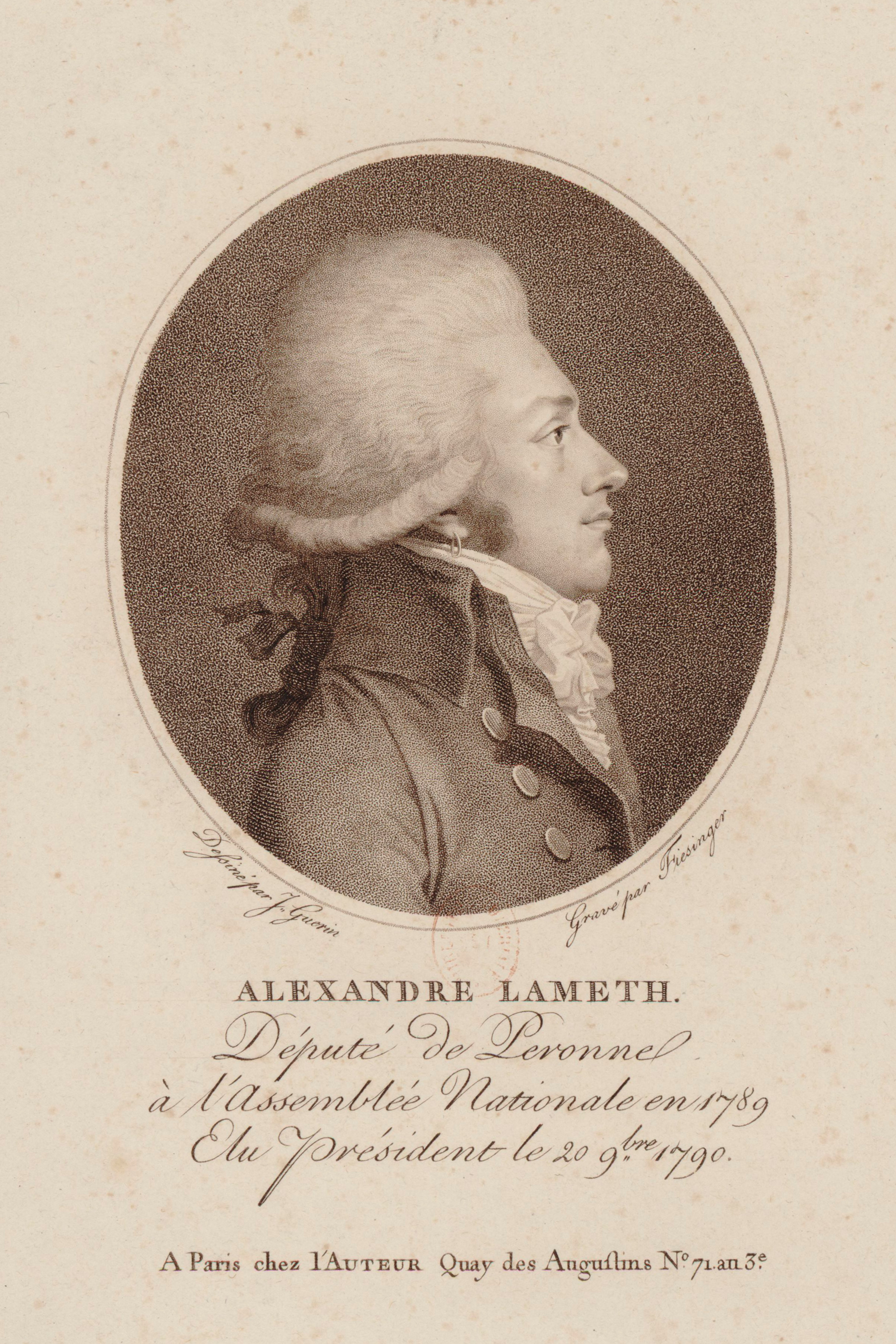
Alexandre de Lameth

Alexandre-Theodore-Victor, graaf van Lameth (Parijs, 20 oktober 1760 – aldaar, 18 maart 1829) was een Frans edelman, militair en politicus.
Lameth vocht in de Amerikaanse Onafhankelijkheidsoorlog onder Rochambeau. Daarna werd hij in 1789 als plaatsvervanger in de Franse Staten-Generaal aangesteld door de edelen van het baljuwschap van Péronne. In de Nationale Grondwetgevende Vergadering vormde hij met Antoine Barnave en Adrien Duport een triumviraat, dat een groep aanvoerde van ongeveer veertig afgevaardigden die de geavanceerde linkerzijde van de Vergadering vormden. Hij presenteerde een beroemd verslag in de Grondwetgevende Vergadering over de organisatie van het leger. Hij is vooral bekend door zijn toespraak op 28 februari 1791 in de Jacobijnenclub tegen graaf de Mirabeau, wiens betrekkingen met het hof verdenking hadden gewekt en die ook een persoonlijke vijand van Lameth was. Na de vlucht van Lodewijk XVI en de aanhouding bij Varennes verzoende Lameth zich weer met het hof.
Lameth diende in het leger als maréchal-de-camp onder Nicolas Luckner en de markies van La Fayette. Hij werd op 15 augustus 1792 beschuldigd van verraad en vluchtte het land uit, maar werd gevangengenomen door de Oostenrijkers. Na zijn vrijlating ging hij op in de zakenwereld van Hamburg met zijn broer Charles en de hertog van Aiguillon. Pas toen het Consulaat aan de macht kwam, keerde hij naar Frankrijk terug.
In het Eerste Franse Keizerrijk werd Lameth achtereenvolgens prefect in verscheidene departementen in Zuid-Frankrijk en Italië, alsook in het Roerdepartement (1806-1809). In 1810 werd hij baron. In 1814 hechtte hij zich aan de Bourbons, en onder de Restauratie werd hij benoemd tot prefect van de Somme, als plaatsvervanger voor Seine-Inférieure en uiteindelijk vice-prefect voor de Seine-et-Oise, in welke hoedanigheid hij een leider was van de liberale oppositie. Hij was de auteur van een belangrijk Geschiedenis van de grondwetgevende vergadering (Parijs, 2 vols., 1828-1829).
Alexandre de Lameth had twee broers. Theodore Lameth (1756-1854) zetelde tijdens de Amerikaanse oorlog in de Wetgevende Vergadering als afgevaardigde van het departement Jura en werd maréchal-de-camp. De andere broer was Charles François Lameth.